# Первомайский район (Курган)
Первома́йский райо́н — один из трёх бывших районов города Кургана, существовал в 1980—1991 годах. Был расположен в северо-западной части города.

## История
Первомайский район образован в соответствии с Указом Президиума ВС РСФСР от 20 октября 1980 года за счёт разукрупнения Октябрьского и Советского районов. В соответствии с постановлением Секретариата ЦК КПСС от 14 октября 1980 года «Об образовании в некоторых парторганизациях РСФСР новых городских и сельских райкомов партии» постановлением бюро Курганского обкома КПСС от 27 октября 1980 года образован Первомайский районный комитет Коммунистической партии Советского Союза. Первая районная партконференция состоялась 28 ноября 1980 года.
С 30 октября 1984 года в административное подчинение Первомайского райисполкома г. Кургана передан Черёмуховский сельсовет (с. Черёмухово, д. Арбинка, д. Нижняя Утятка, д. Осиновка, д. Старокомогоровская), ранее находившийся в административном подчинении Советского райисполкома.
Все три райкома упразднены постановлением бюро Курганского обкома КПСС от 15 октября 1990 года. Функции райкомов были переданы Курганскому горкому КПСС.
Все три района упразднены 1 декабря 1991 года.

## География
Границы Первомайского района:
- С Советским районом: от западной границы города по автомобильной дороге на станцию Введенское (ныне улица Зауральская) и улице Автозаводской, пересекала железную дорогу восточнее жилых домов на нечётной стороне проспекта Конституции СССР. Далее граница шла по проспекту Конституции СССР и улице Коли Мяготина до перекрёстка с улицей Ленина.
- С Октябрьским районом: от северной границы города по улице Лескова и южной окраине частных домов по улице Салавата Юлаева посёлка Рябково до улицы Чернореченской, по улице Чернореченской, проспекту Машиностроителей, улице Пролетарской и улице Коли Мяготина до перекрёстка с улицей Ленина.

На территории Первомайского района находились Заозёрный жилой массив и посёлки Рябково, Северный, Новосеверный, Механический, Городок, Локомотивный, КАвЗ, Карчевская Роща, Торфяники, Откормсовхоз, станции Галкино.

## Инфраструктура
Промышленные объекты: Курганский машиностроительный завод им. В.И. Ленина (просп. Машиностроителей, 17), Курганприбор (ул. Ястржембского, 41), Курганский автобусный завод (ул. Автозаводская, 5), Курганский завод элеваторно-мельничного оборудования и металлоконструкций (ул. Коли Мяготина, 41), Курганский электромеханический завод (ул. Ленина, 50), Курганстальмост (ул. Загородная, 3), Курганский мясокомбинат (ул. Некрасова, 1), железнодорожная станция Курган, железнодорожная станция Галкино, железнодорожный остановочный пункт 352 км.
Учреждения культуры: Дом культуры им. М. Горького (ул. Дзержинского, 1), Дворец культуры железнодорожников им. Карла Маркса (Привокзальная площадь, 5), кинотеатры: им. А. Матросова (ул. Гвардейская, 2), «Спутник» (ул. Карбышева, 12а), «Современник» (3-й микрорайон, 25).
Спортивные сооружения: стадион КЗКТ, бассейн «Дельфин» (ул. Коли Мяготина, 51), Дворец спорта завода им. Д.М. Карбышева (ул. Невежина, 7).
Первомайский райком КПСС и райисполком находились по адресу: (просп. Машиностроителей, 17); ныне одно из административных зданий ПАО «Курганмашзавод».